# ピケットの突撃

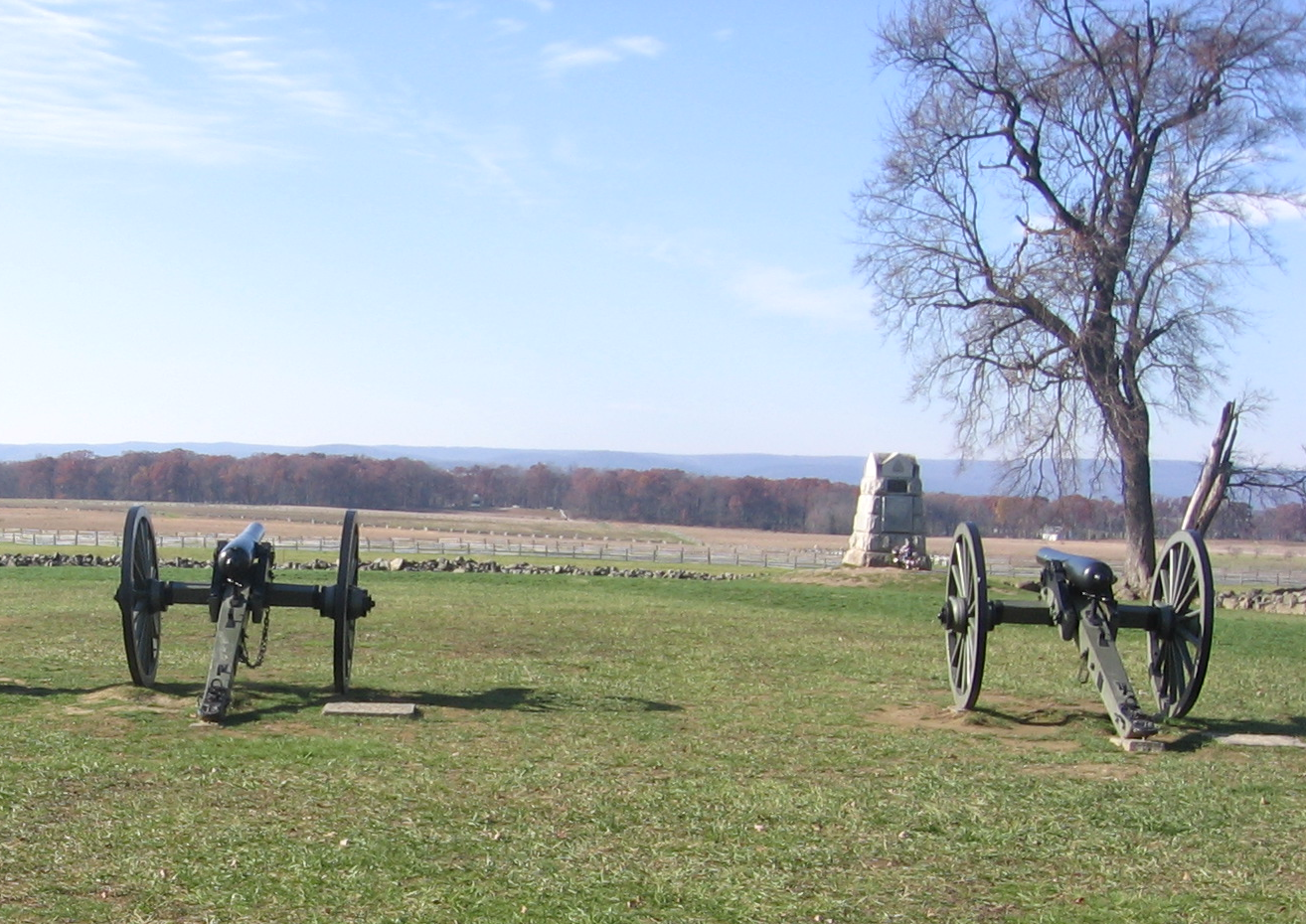
ピケットの突撃で襲われたハンコックの防御陣を表す大砲

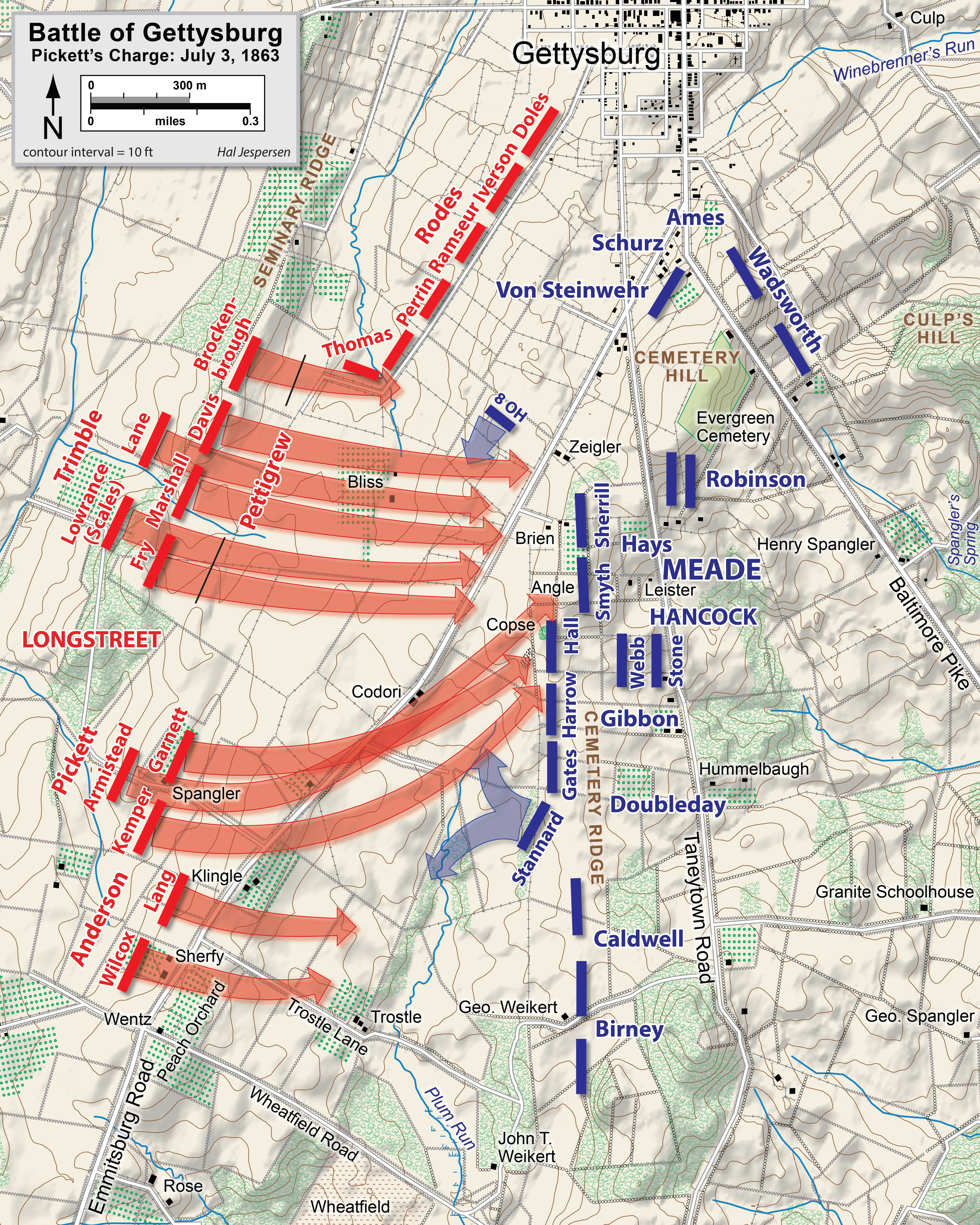
ピケットの突撃、1863年7月3日、
南軍、
北軍

ピケットの突撃（ピケットのとつげき、英:Pickett's Charge）は、南北戦争中ゲティスバーグの戦いの最終日である1863年7月3日に、セメタリーリッジにあった北軍ジョージ・ミード少将の陣地に対して南軍ロバート・E・リー将軍の命令で行われた歩兵突撃である。その無益さは突撃を指揮したジェイムズ・ロングストリート中将によって予告されていて、避けられたはずの誤りと言われてきており、その結果、南部の戦争遂行意欲は二度と十分に回復しなかった。この攻撃でもっとも進撃できた地点は南軍の最高到達点と渾名が付けられてきた。
この突撃の名前は、ロングストリートの下で直接突撃を指揮した南軍の将軍の一人ジョージ・ピケット少将にちなんで付けられている。
この突撃の前日に南軍が北軍の両側面を攻撃して失敗した後、リーは3日目に北軍の中央を叩くことに決めた。7月2日の夜、ミード将軍は作戦会議で、リーが翌朝自軍の中央への攻撃を試みると正しく予測していた。
歩兵の突撃には、北軍の防御力を弱めその大砲を沈黙させる意図で行われた集中砲火が先行して行われたが、その大半は効果が薄かった。9個歩兵旅団約12,500名の兵士が、北軍の激しい大砲とライフル銃の砲火の下を、開けた戦場の4分の3マイル (1.2 km)を前進した。南軍兵の幾らかは北軍防御兵の多くを遮る低い石壁まで辿り着くことができたものの、その場所を維持することができず、50%以上の損失を出して撃退され、決定的な敗北となって、3日間に及ぶゲティスバーグの戦いとリーのペンシルベニア州に入っての作戦行動を終わらせることになった。ピケット将軍は何年も後に、何故ゲティスバーグでの突撃が失敗したかを尋ねられたとき、「私はいつもヤンキー（北部兵）どものせいだったと考えてきた」と言った。

## 作戦と指揮体系
この突撃は、ジェイムズ・ロングストリート中将の第1軍団とA・P・ヒル中将の第3軍団の部隊からなるジョージ・ピケット少将、J・ジョンストン・ペティグルー准将およびアイザック・R・トリンブル少将が指揮する南軍3個師団のために立案された。ペティグルーは、ヘンリー・ヒース少将の古い師団からバーケット・D・フライ大佐（アーチャー旅団）、ジェイムズ・K・マーシャル大佐（ペティグルー旅団）、ジョセフ・R・デイビス准将およびジョン・M・ブロッケンブロー大佐の各旅団を指揮した。トリンブルは、ウィリアム・ドーシー・ペンダー師団を指揮し、アルフレッド・M・スケールズ准将とジェイムズ・H・レイン准将の旅団があった。リチャード・H・アンダーソン少将の師団からカドマス・M・ウィルコックス准将とデイビッド・ラング大佐（エドワード・A・ペリー旅団）の2個旅団が右側面から攻撃を支援することになっていた。
南軍攻撃の目標は北軍ポトマック軍の中央で、ウィンフィールド・スコット・ハンコック少将が指揮する第2軍団だった。中央に位置したのはウィリアム・ハーロー准将、ノーマン・J・ホール大佐およびアレクサンダー・S・ウェブ准将の旅団があるジョン・ギボン准将の師団だった。この陣地の北にはアレクサンダー・ヘイズ准将の師団から数個旅団がおり、南には第1軍団のアブナー・ダブルデイ少将の師団がおり、ジョージ・J・スタナード准将の第2バーモント旅団とチャップマン・ビドル大佐の第121ペンシルベニア連隊が含まれていた。ミード将軍の作戦本部は第2軍団前線の真後にあり、未亡人リディア・レスターが所有する小さな家だった。
突撃の具体的目標については歴史的に論争の種になってきた。伝統的にセメタリーリッジ上の「雑木林」が攻撃隊の目に留まりやすい目印になったと言われてきた。1993年の映画『ゲティスバーグ』のように歴史を取り扱ったものもこの見解を世に広め続けており、1880年代のゲティスバーグ戦場専門の歴史家ジョン・B・バチェルダーの著作に端を発している。しかし、ゲティスバーグ国立軍事公園の歴史家達数人によって出版された文献を含み最近の学説は、リーの実際の目標は雑木林より約300ヤード (270 m)北のよりはっきりとしており遥かに見えやすい一群の樹木であるセメタリーヒル上のジーグラーの木立であったことを示唆した。大いに議論された理論では、リーの2日目の全体作戦（セメタリーヒルの奪取）が3日目も変えられず、7月3日の攻撃はやはりこの丘とそれが見下ろす道路網を目指していたと示唆している。雑木林は現在でこそ良く目に付く印であるが、1863年当時は10フィート(3 m)以下の高さで、戦場の特定の場所から攻撃する部隊のみが見ることができた。
作戦の始まりから事は南軍にとって悪いほうに進んだ。ピケットの師団はゲティスバーグでまだ使われておらず、A・P・ヒルの健康が問題になっていて突撃に使われる部隊の選択には加わらなかった。ヒル軍団の幾つかの部隊は7月1日の戦闘に軽く関わり、7月2日は戦闘を全く行っていなかった。しかし、7月1日に激しく交戦した部隊は最後には突撃に加わった。
この突撃は一般の歴史で「ピケットの突撃」と呼ばれているものの、全体指揮はジェイムズ・ロングストリートに任されており、ピケットはその師団指揮官の一人だった。リーはまさにロングストリートにピケットの疲れを知らぬ師団が突撃を先導すべきと伝えたので、その名前が適当であるが、最近の歴史家の中には、その功績（あるいは非難）をより平等に分けるために、「ピケット＝ペティグルー＝トリンブルの突撃」という呼称を用いる者もいる（あるいは使われる頻度が少ないものの、「ロングストリートの突撃」）。ヒル将軍を脇に置いて、ペティグルーとトリンブルの師団はロングストリートの指揮下に付けられたものだった。かくして、参加した戦力の約3分の1を指揮したピケット将軍の名前が、全体はその軍団指揮官の監督の下にあった突撃に付けられることになった。ピケットの部隊はほとんど例外無しにバージニア兵であり、他の師団はノースカロライナ州、ミシシッピ州、アラバマ州およびテネシー州出身の部隊で構成された。ウィルコックスとラングの支援隊はアラバマ州とフロリダ州の出身だった。
この歩兵突撃に関連して、リーは北軍後方での騎兵隊の行動を考えた。J・E・B・スチュアート少将が東に騎兵師団を率い、北軍後方を攻撃することでリーの期待する突破に付け込み、またボルティモア・パイクに沿った北軍通信線（さらに撤退路）を妨げる準備を進めた。
リーは朝早くからの攻撃開始を望んでいたが、歩兵突撃隊を整列させるために午前中のほとんどを費やした。リーの作戦本部もロングストリートの作戦本部も夜明けまでにその師団を戦場に置くという命令は送らなかった。歴史家のジェフリー・D・ワートはロングストリートのこの見過ごしがリーの口頭による命令の誤解であるかあるいは命令の誤りであると述べて非難している。戦後の「南部の失われた大義」の著者達によってゲティスバーグにおけるロングストリートの業績を批判する多くの者の中には、ロングストリートがわざとリーの戦闘作戦を台無しにした証拠としてこの失態を挙げている者がいる。
一方、北軍前線の最右翼ではカルプスヒルの支配を巡って7時間の戦闘が起こった。リーの意図は戦場全体にその攻撃を同期化させることであり、ミードの優勢な軍隊を集中させないで置くことだったが、突撃は協調があまり取れておらず、エドワード・"アレゲニー"・ジョンソンのカルプヒルに対する攻撃は、ロングストリートの砲撃が始まったその時には衰え始めていた。

## 集中砲火
歩兵突撃に先立ってリー将軍は北軍中央に強力でうまく集中させた砲撃を行い、突撃を撃退する可能性のある北軍の大砲を破壊し、北軍歩兵の士気を下げることを期待した。しかし、無能な砲兵隊の指揮能力と欠陥のある装備によって最初から集中砲火はうまく行かなかった。ロングストリート軍団の砲兵隊長エドワード・ポーター・アレクサンダー大佐は野戦の実行力ある指揮官だった。リーの砲兵隊長ウィリアム・N・ペンドルトン少将は他の2個軍団の大砲を効果的に配置することを妨害する以上の役割は果たせなかった。アレクサンダーの努力にも拘らず、目標に対する南軍の砲撃は十分に集中されなかった。
7月3日の砲撃はこの戦争の中でも最大と見られており、午後1時頃に開始されてからほぼ2時間両軍から数百の大砲が前線にそって発砲された 。南軍の大砲数は150ないし170門であり、ピーチオーチャードの南からほぼエミッツバーグ道路に沿って並び、長さ2マイル (3 km)にわたる前線から発砲された。南軍のイベンダー・ロー准将は「中央の連続砲撃は...戦争の間に目撃した中でも最も壮大な戦闘光景の一つだった。ゲティスバーグに向かう渓谷を見上げると、両側の丘は炎と煙の冠で覆われており、2つの尾根の間にほぼ当分に振り分けられた300門の大砲が互いに向けて鉄の雨を吐き出していた。」と記した。
その獰猛さにも拘らず砲撃の大半は無効だった。南軍の砲弾はしばしば歩兵の前線を跳び越し、戦場を覆った硝煙のために砲手からはそれが見えなかった。北軍砲兵隊長ヘンリー・J・ハント准将は反撃を行うために使えた大砲は約80門しか無かった。北軍前線のある地形のために効果的に大砲を配置する場所が限られていた。ハントはまた、弾薬を節約するために砲撃を止める命令を出してもおり、アレクサンダーはこのことを多くの大砲が破壊されてしまったことを意味すると解釈した（ハントは、アレクサンダーの砲撃で動けなくなっている歩兵の士気を挙げるために北軍の砲撃を要求したハンコック将軍の強い口調に抵抗しなければならなかった。ミードですら砲撃で動揺していた。レスターの家はしばしば飛びすぎた砲弾の餌食になっており、参謀達と共にパワーズヒルに避難しなければならなかった。）。
ある資料ではこの日は暑く、気温は 87°F(31℃)、湿気が高く、南軍は進軍の命令を待つ間、暑い陽射しの下で北軍の反撃砲撃を受けていた。北軍の砲手がその目標を越させてしまったとき、しばしばセミナリーリッジの森の中、あるいはアレクサンダーの大砲の直ぐ後ろにあった浅い窪みで待っていた歩兵の集団に当たり、突撃が始まる前に甚だしい損失を出させることになった。
ロングストリートは開始時点から突撃に反対しており、北軍側面に回りこむ戦略的な動きをする自身の作戦を好んでいた。ロングストリートはリーに次のように告げたと主張している。
ロングストリートは若いアレクサンダー大佐に責任を渡すことで突撃命令を出すこと避ける道を探ったが、実際には自身で言葉を使わずにその命令を出した。アレクサンダーがピケットに危険なくらい弾薬が尽き掛けていると伝えたとき、ロングストリートは渋々ながらピケットの行動に移るという要請に頷いた。ピケットにとって、その突撃を直接支援する弾薬のある南軍大砲は無かったことになる。

## 歩兵の突撃

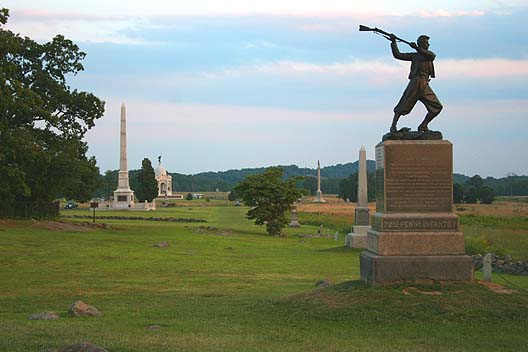
セメタリーリッジ

北軍陣地に向かって進み始めた全軍は約12,500名だった。この攻撃は一般に「突撃」と呼ばれているが、兵士達は念入りに横隊を組み、ペティグルー隊とトリンブル隊を右手に、ピケット隊を左手にして進んだ。9個旅団は長さ1マイル (1.6 km)以上の前線に伸びた。南軍は北軍陣地に至る開けた戦場1マイル近くを前進する間に激しい砲火を浴びた。セミナリーリッジとセメタリーリッジの間の地面は軽いうねりがあり、前進してくる部隊は北軍砲手から見るとしばしば見え隠れした。南軍の3個師団が前進していたので、待機する北軍兵は「フレデリックスバーグ！、フレデリックスバーグ！、フレデリックスバーグ！」と叫び始め、1862年のフレデリックスバーグの戦いで南軍の前線に向かって前進した悲惨な北軍を思い出させた。リトルラウンドトップの北の陣地に隠しておいたフリーマン・マックギルバリー中佐の砲兵隊からの砲撃が南軍の右側面を払い、一方セメタリーヒルからの砲撃が左側面を襲った。初めのうちは砲弾も中実のものだったが、南軍が北軍の前線から400ヤード (360 m)以内に近付くと、散弾とマスケット銃の弾に代わった。1マイルに伸びていた前線は、兵士達が前線に開いた穴を埋めて側面からの銃火を避ける自然の動きに随った結果、半マイル (800 m)以下に縮まっていた。
攻撃の左手では、セメタリーヒルからの砲撃でブロッケンブロー旅団がその数を大きく減らしていた。この部隊は第8オハイオ歩兵連隊からの急なマスケット一斉射撃も浴びていた。160名のオハイオ部隊が1列で発砲しブロッケンブローのバージニア兵を驚かせて、ただでさえ砲撃でその数を減らして士気が落ちていたものが、恐慌に陥ってセミナリーリッジまで逃げ帰り、それがトリンブルの師団全体の壊滅に繋がり、その多くの兵も逃げ出させることになった。オハイオ連隊は続いて、ペティグルー師団の左側面になっていたミシシッピ兵やノースカロライナ兵からなるデイビス旅団に側面攻撃を掛けて成功した。生き残った者もセメタリーヒルからの激しくなる砲撃に曝された。この攻撃の間、1,600発以上の砲弾がペティグルー師団に注がれた。南軍突撃のこの部分はエミッツバーグ道路にあった頑丈な塀を越えては進めなかった。この時までに南軍は大砲の散弾で撃たれるほど接近しており、アレクサンダー・ヘイズの師団が260ヤード (230 m)離れた石壁の背後から、その師団の各ライフル銃兵が4列に整列して発砲すれば後退して弾填めの間次の列と入れ替わり、大変効果的なマスケット銃攻撃を放っていた。
トリンブル師団の2個旅団がペティグルー師団の後を追っていたが、ほとんど前進できなかった。トリンブルからの混乱した命令によって、レインはそのノースカロライナ連隊の3個半しか前進させなかった。第8オハイオ連隊からの発砲が再開し、ヘイズのライフル銃兵からの猛攻もあって、これらの部隊の大半はエミッツバーグ道路から先には進めなかった。ウィリアム・L・J・ローレンス大佐に率いられたスケイルのノースカロライナ旅団は、7月1日にその兵士のおよそ3分の2を失っており、非常に不利な状況で出発した。この部隊も撃退されて、ローレンスが負傷した。北軍防御隊も損失が出ていたが、ヘイズが戦闘戦の背後で馬を騎り回し、「フレー！兵士達よ、我々はやつらに地獄を見せるのだ！」と叫んで鼓舞していた。ヘイズの載っていた馬が2頭も銃で撃たれた。歴史家のスティーブン・W・シアーズはヘイズの行動を「奮い立たせる」ものと呼んでいる。

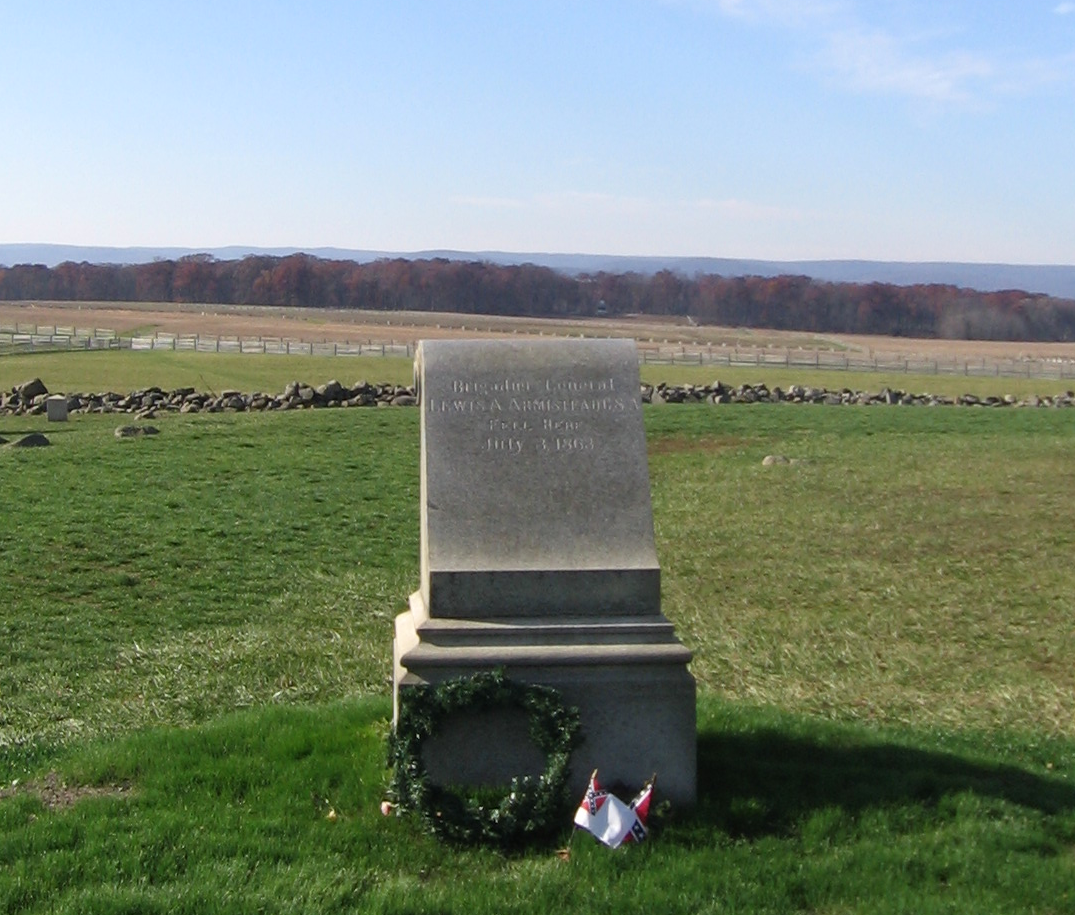
ゲティスバーグ戦場跡のこの記念碑はアーミステッドが致命傷を負ったおおよその地点を示している。記念碑背後の壁が北軍の前線である。

突撃の右手では、ピケットのバージニア部隊がエミッツバーグ道路を越え、一部左旋回して北東を向いていた。この部隊は2列で前進し、ジェイムズ・L・ケンパー准将の旅団が右手、リチャード・B・ガーネット准将の旅団が左手にいた。ルイス・アーミステッド准将の旅団が直ぐ後ろに付いた。この師団が左旋回したので、その右側面がマックギルバリーの大砲に曝され、セメタリーリッジ上のダブルデイの師団に向かい合った。北軍スタナードのバーモント旅団が前進して北面し、ケンパー旅団の背後から容赦のない銃撃を行った。ほぼこの時刻に、南軍の砲撃の間馬の背でその兵士達に姿を見せて目立っていたハンコック将軍が鞍頭に当たり木片や大きく曲がった釘と共に右内腿に入った銃弾で負傷した。ハンコックは戦闘が落ち着くまで後方に下がることを拒否した。
ピケット隊が前進するに連れて、まずはスタナード旅団、次にハーロー旅団、さらにホール旅団の防御銃撃に耐え、その後北軍中央の小さな突出部に接近した。そこは低い石壁が80ヤード (72 m)だけ直角に折れ曲がっており、後に「ザ・アングル｣と呼ばれた。そこはアレクサンダー・S・ウェブ准将のフィラデルフィア旅団が守っていた。ウェブは第4アメリカ砲兵隊の（重傷を負った）アロンゾ・クッシング中尉のA大隊で残っていた2門の大砲を、石壁の前線前に据え、第69および第71ペンシルベニア連隊を塀と大砲の防衛に配置した。2門の大砲と940名の部隊では右隣のヘイズ師団の集中した火力には及ばないまでもそれなりの威力は発揮できた。
北軍の前線に2箇所の隙間ができた。南軍がアングルまでかなり近付いた時に第71ペンシルベニア連隊の指揮官が部隊兵に退却を命じた。雑木林の南では第59ニューヨーク連隊（ホール旅団）が不可解にも後方に逃げ出した。ニューヨーク連隊の所では、アンドリュー・コーワン大尉とその第1ニューヨーク独立砲兵大隊が迫り来る歩兵と直面することになった。コーワンは砲兵隊長ハント自らが支援して、5門の大砲で二重散弾の同時発砲を命じた。前面にいた南軍の戦列全てが消滅した。しかし、第71ペンシルベニア連隊が開けた穴はもっと重大であり、残されたのは一握りの第71連隊と第69連隊の268名およびクッシングの2門の大砲であり、これが2,500ないし3,000名のガーネットおよびアーミステッドの旅団に対応することとなり、南軍は石壁を越え始めた。第69ペンシルベニア連隊のアイルランド出身兵はライフル銃の一斉射撃、銃剣さらには拳で激しく抵抗した。ウェブは第71ペンシルベニア連隊が撤退したことを悔しがり、第72ペンシルベニア連隊（ズアーブ連隊）を前面に出して前線を安定させようとした。この戦闘の間に重傷を負ったクッシングが部隊兵に叫んでいる時に殺された。3発の銃弾がクッシングを直撃し、その3発目は口に当たった。南軍はその大砲を捕獲し、砲口を北軍に向けたが、もはや弾薬が無かった。さらに多くの北軍の援軍が到着し、防御戦が堅固になったので、南軍兵は一人一人逃げ出し、正式な退却を叫ぶ上級士官も残ってはいなかった。
歩兵突撃は1時間足らず続いた。ピケット隊の右手からウィルコックスとラングによる支援攻撃も大きな要素にはならなかった。ピケット隊が打ち破られるまで北軍の前線に近付かず、その前進もマックギルバリーの大砲とバーモント旅団によってたちまち打ち破られた。

## 戦闘の後
ピケットの突撃は大量殺戮になった。北軍の損失は戦死、負傷あわせて約1,500名だったのに対し、南軍は損失率50%以上に昇った。ピケット師団の損失は2,655名（戦死498名、負傷643名、負傷した後の捕虜833名、負傷せずに捕虜681名）となった。ペティグルー師団は約2,700名（戦死470名、負傷1,893名、捕虜337名）になると推計された。トリンブル師団の2個旅団の損失は885名（戦死155名、負傷650名、捕虜80名）だった。ウィルコックスの旅団は200名、ラング旅団は約400名と報告した。攻撃中の損失全体は6,555名であり、そのうち少なくとも1,123名は戦場で戦死し、4,019名は負傷し、かなりの負傷兵が捕虜になった。南軍の捕虜総数はその報告書から推計するのは難しい。北軍の報告書では3,750名を捕まえたことになっている。
損失率は突撃の指揮官の間でも高かった。ピケット師団の3人の旅団長と15人の連隊長全てが損失の中に入っていた。ケンパーは重傷を負い、一旦北軍兵に捕まえられた後で救出され、バージニアに撤退中に再度捕まえられた。ガーネットとアーミステッドは戦死した。ガーネットは以前足を負傷したことがあり、突撃のときに馬に乗っていた。激しい砲火の中でこれみよがしに馬に乗っているということは確実な死を意味することを知っていた可能性がある。アーミステッドはその剣の先に帽子を載せて旅団を率いていたと言われている。その旅団は北軍前線を突き抜けて一番遠くまで進んだ。アーミステッドは致命傷を負ってアングル近くで倒れ、そこが南軍の最高到達点と呼ばれている。ピケット師団の15人の連隊長の中で11人はバージニア陸軍士官学校の出身であり、6人は戦死、5人が負傷して11人全てが損失となった。トリンブルとペティグルーは当時の最も上官の損失だった。トリンブルは片足を失い、ペティグルーは手に軽傷を負った（バージニアへの撤退中の小戦闘で腹に銃弾を受けて死ぬことになった）。
歩兵突撃を直接支援するはずのスチュアート騎兵隊の行動は不成功だった。この隊は約3マイル (5 km)東で北軍騎兵隊と出逢い止められた。
兵士達がセミナリーリッジに沿った南軍の前線に必死で戻ってくると、リーは北軍の反撃を怖れ、その中央に兵士達を呼び集めるように務め、戻ってくる兵士やウィルコックス将軍に、この失敗は「全て私の責任だ」と告げた。ピケット将軍はその日の残り、慰めようのない状態であり、その後も突撃を命じたリーを許すことは無かった。リーがピケットに防御のためにその師団を呼び集めるよう言ったとき、ピケットは「リー将軍、私には師団が無い」と言ったと伝えられている。
北軍の反撃は結局無かった。ポトマック軍は疲れきっており、3日間の戦闘の後では北バージニア軍と同じくらいに損耗していた。ミードは陣地を維持したことで満足した。7月4日、非公式休戦を守り、死体や負傷者を集めた。一方この日、ユリシーズ・グラント少将はミシシッピ川沿いのビックスバーグ守備隊の降伏を受け入れ、南軍を2つに分けた。この2つの北軍勝利は南北戦争の転換点と一般に考えられている。
ゲティスバーグにおけるリーの意図について本当の話を知ることはできないと思われる。リーは自叙伝を出版することは無く、戦闘後の事後報告書も通り一遍だった。突撃を行った上級士官の大半が損失となっており、報告書を書かなかった。ピケットの報告書は明らかに大変苦渋に満ちたものであり、リーはそれを反故にするよう命じ、その写しは発見されなかった。
バージニアの新聞はピケットのバージニア師団が突撃の時に最も進行したとして称賛し、ピケットの相対的な成功を突撃に参加した他の州の部隊の行動を批判する材料に使った。ピケットの突撃という名前を選定するときに重要な役割を演じたのはこの報道だった。ピケットの軍歴は突撃の後同じようにはならず、ピケットはその名前が突撃に付け加えられることを喜ばなかった。特にノースカロライナ州では長い間例外的にブロッケンブローのバージニア部隊の前進時におけるお粗末な行動を失敗の主要な原因として特徴づけ指摘してきた。
突撃のときにピケットがいた場所について戦闘後に幾らかの論争が発展した。その士官の15人と旅団長3人がすべてが損失となる一方、ピケットは負傷を免れ、戦闘現場への接近度合いと暗にその個人的勇気について疑問が生じた。1993年の映画ゲティスバーグはエミッツバーグ道路にあったコードリ農園で馬上から見守っていたように描いたが、これを確認する証拠はない。南北戦争で師団長以上の指揮官は「後方から指揮し」、旅団長以下の士官は先頭に立って指揮するのが確立された原理だった。この原理はしばしば破られていたが、もしピケットが後方からその部隊を指揮していたとしても恥じることは無い。
ピケットの突撃は敗北の原因として知られる文学と文化の運動で偶像的象徴の一つになった。典型的な南部の小説家ウィリアム・フォークナーはこの勇敢だが無益に終わった話に関する南部人の記憶にある映像を次のように要約した。

## 今日の戦場跡

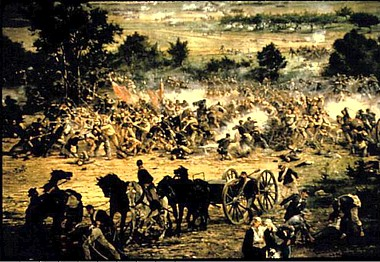
ゲティスバーグ円形パノラマの小部分

ピケットの突撃の場所はゲティスバーグ戦場跡でも最も管理されている部分の一つである。ゲティスバーグ国立軍事公園を訪れる人は毎年数百万人いるが、ピケット師団の足跡を歩く人は数少ない。アメリカ合衆国国立公園局は、エミッツバーグ道路真東のウェスト・コンフェデレート・アベニューにあるバージニア州記念碑から雑木林の方向へ導くフェンスに沿ったきちんと芝生を刈り込まれた歩道を維持している。しかしピケット師団はその地点よりかなり南、スパングラー農園から出発し、道を横切った後で左旋回した。事実、公園局の歩道はロングストリートの突撃を担った主要攻撃の「間に」あり、トリンブル師団の進路は現在の道の北を進み、ピケット師団進路はかなり南から動いた。
フランス人画家ポール・フィリッポトーの「ゲティスバーグの戦闘」と題する円形パノラマ絵画はゲティスバーグ円形パノラマとも呼ばれ、セメタリーリッジ上の北軍防御陣の見晴らしの良い地点からピケットの突撃を描いている。この絵は1883年に描かれて展示され、アメリカ合衆国でも現存する最古の円形パノラマの一つとなっている。2008年9月に修復され、国立公園局観光センターに移された。